# Hans Urs von Balthasar
Hans Urs von Balthasar (Luzern, 12. kolovoza 1905. – Basel, 26. lipnja 1988.) - švicarski katolički svećenik, bio je jedan od najznačajnijih katoličkih teologa 20. stoljeća. Bio je pod snažnim utjecajem Adrienne von Speyr.

## Život i djelo
Von Balthasar odrastao je u katoličkoj obitelji u Švicarskoj. Često je pohodio franjevačku crkvu u rodnom Luzernu.
Pohađao je školu kod isusovaca u austrijskom gradu Feldkirchu. Studirao je u Beču, Berlinu i Zürichu i doktorirao njemačku književnost.
Dana, 18. studenog 1928. pristupio je kao novak isusovcima. Nakon studija filozofije i teologije, zaređen je za svećenika 26. srpnja 1936. Prevodio je djela sv. Augustina i Origena te modernih, uglavnom francuskih pisaca kao što je Paul Claudel. Godine 1940. bio je kapelan u Baselu. Iste godine upoznao je Adrienne von Speyr i pratio je njezino pristupanje Katoličkoj Crkvi na blagdan Svih svetih 1940. Ona je bila liječnica i mističarka koja je iz protestantizma prešla na katoličku vjeru, u čemu joj je pomogao von Balthasar. Zajedno s njom osnovao je zajednicu "Johannesgemeinschaft", koja je imala za cilj promicanje u svijetu evanđeoskih zavjeta (siromaštvo, čistoća, poslušnost). Napustio je isusovce (prestao je biti redovnik, ali je ostao svećenik) 1950., kako bi se bolje posvetio zajednici "Johannesgemeinschaft" i živio je zajedno s Adrienne von Speyr 27 godina u "duhovnom bratstvu".
Nije sudjelovao na Drugom vatikanskom saboru. Godine 1969. postao je član Papinske međunarodne teološke komisije. Osnovao je teološki časopis „Communio“ 1972., zajedno s bliskim teolozima, uključujući i Josepha Ratzingera. Sličan teološki časopis „Concilium“ pokrenut je 1965. godine.
Uz Karla Rahnera i Bernarda Lonergana, Balthasar je nastojao ponuditi intelektualni i vjerodostojan odgovor na zapadni modernizam, koji je pozornost svijeta odvlačio od kršćanstva. Dok je Rahner ponudio progresivan, pomirljiv stav o modernosti, a Lonergan razrađenu filozofiju povijesti koja traži da kritički odgovori modernosti, Balthasar je nastojao da kršćanstvo odgovori na izazove modernoga senzibiliteta.
Papa Ivan Pavao II. imenovao ga je kardinalom, ali je umro dva dana prije primitka kardinalske kape 26. lipnja 1988. u Baselu.
Von Balthasar ima opsežan opus, koji se sastoji od više od tisuću knjiga i članaka.